# Xiaomi
Xiaomi Corporation (англ. Xiaomi Corporation, [ɕjǎu.mì], англ. вимова: [ɕjǎu.mì], буквально «чумиза», кит. 小米科技, пін. Xiǎomĭ Kējì, «сяомі́ кецзі», кит.: 小米集團 «Група Сяомі»), зареєстрована в Азії як Xiaomi Inc. — китайська компанія, заснована Лей Цзюнем у 2010 році. Спеціалізується на виробництві електронної техніки, в першу чергу смартфонів та інших «розумних пристроїв». У ІІІ кварталі 2014 року Xiaomi, за даними дослідника ринку IHS iSuppli, вперше у своїй історії вийшла на третє місце в світі з продажу смартфонів (після Samsung і Apple). Назва, відповідно до українського правопису, записується символами піньїнь — Xiaomi (без знаків тонів). Транскрипція назви — Сяомі́, або Шяомі (小米, «чумиза»).
У квітні 2023 року НАЗК внесло компанію до переліку міжнародних спонсорів війни. Причиною стало те, що компанія продовжила роботу на ринку Росії після російського повномасштабного вторгнення в Україну.

## Історія

### 2010—2013
Перша зустріч засновників Xiaomi відбулася 14 січня 2010 року. Офіційною датою заснування корпорації вважається 6 квітня 2010 року.
16 серпня 2010 року Xiaomi офіційно запустила першу прошивку MIUI, що базується на Android.
У серпні 2011 року компанія анонсувала перший свій смартфон — Xiaomi Mi 1. Він постачався із вбудованою прошивкою MIUI, заснованою на Android.
2011 був випущений свій власний телефон — перший пристрій з попередньо встановленим MIUI, конкурентоспроможними технічними характеристиками і невисокою ціною.
У серпні 2012 року Xiaomi анонсувала смартфон Mi 2. В ньому був процесор Qualcomm Snapdragon S4 Pro APQ8064, 1.5 GHz чотириядерний чип Krait з 2 ГБ ОЗП і графічний процесор Adreno 320.
З 2010 до 2012 компанія не заробляла грошей на смартфонах, продаючи їх практично за собівартістю.
5 вересня 2013 р. головний виконавчий директор Лей Цзюнь оголосив про плани запуску 3D-телевізора під управлінням ОС Android із діагоналлю 47 дюймів, який збиратиметься на заводі корпорації Wistron на Тайвані. Також у вересні 2013 Xiaomi анонсувала смартфон Mi 3 на процесорі Snapdragon 800 (MSM8974AB) і версію на чипсеті NVIDIA's Tegra 4. 25 вересня 2013 Xiaomi оголосила про плани відкриття першого флагманського магазина в Пекіні. У жовтні 2013 Xiaomi стала п'ятим мобільним брендом у Китаї.
24 вересня 2013 компанія оголосила про продаж понад 10 мільйонів пристроїв Mi2 протягом 11 місяців. Деякі пристрої Xiaomi виробляються на заводах Foxconn, де виробляються Apple iPhone та iPad.
В жовтні 2013 року компанія стала п'ятим за популярністю брендом смартфонів в Китаї.

### 2014—2017
В 2014 році Xiaomi вперше повідомила про міжнародну експансію у зв'язку з відкриттям першого магазину у Сінгапурі. У найближчих планах компанії — вихід на ринки Малайзії та Індії. 17 березня 2014 був анонсований Redmi Note (також відомий як Hongmi Note). Redmi Note оснащений 5,5-дюймовим HD IPS дисплеєм з технологією OGS і восьмиядерним процесором від MediaTek.
За результатами першого кварталу 2014 року, компанія посіла 3 місце за обсягом продажів смартфонів на ринку Китаю (11 %), обігнавши Apple (10 %). У світі компанія займає 6 позицію (3,8 %), проте показує стійку тенденцію зростання.
У квітні 2014 компанією було оголошено про початок експансії на міжнародні ринки 10 країн. Відповідальним за це був призначений один із колишніх співробітників Google Хьюго Барра.
15 травня 2014 Цзюнь на прес-конференції представив 2 продукти — планшет Mi Pad і 4К-сиквел телевізора Mi TV 2.
22 липня 2014 року, в ході проведення щорічної конференції, компанія анонсувала наступне покоління смартфонів під назвою Xiaomi Mi 4, а також анонсувала вихід шостої версії MIUI. У ході конференції був представлений перший «розумний браслет» Mi Band.
У ІІІ кварталі 2014 року Xiaomi, за даними IHS iSuppli, вперше у своїй історії вийшла на третє місце в світі з продажу смартфонів.
2015 Xiaomi випустила першу власну екшн-камеру Yi, яка позиціонується як конкурент GoPro.
У березні 2016 року був представлений перший «розумний» велосипед компанії: Xiaomi QiCycle R1.
У вересні 2017 року Xiaomi представила Xiaomi Mi A1, який став першим смартфоном на Android One, що продавався в багатьох країнах.

### 2018—2021
2018 року презентували будинок для марсіанських астронавтів, який отримав назву Mars Case і побудований на принципі переробки.
У серпні 2018 року було продемонстровано телефон з кнопками та штучним інтелектом за $29. Завдяки ШІ апарат може перекладати в режимі реального часу. Кількість запрограмованих мов — 17. Розробники збирали кошти на Qin1 та Qin1s на власному краудфандинговому майданчику Xiaomi Youpin. Загалом вони отримали 1,7 млн $. Ця сума у декілька разів перевищує встановлений поріг.
В січні 2019 року Xiaomi представила смартфон Redmi Note 7 зі 48-мегапіксельною основною камерою, та вивели серію Redmi в окремий суб-бренд.
В лютому 2019 року Xiaomi представила свій новий флагман Mi 9 та його спрощену версію Mi 9 SE.
На MWC 2019 крім глобальних версій Mi 9 та Mi 9 SE був представлений Mi MIX 3 5G — перший смартфон Xiaomi, що отимав підтримку 5G.
В червні 2019 року вийшов Xiaomi Mi 9T, що мав 48-мегапіксельну камеру.
У вересні 2019 року компанія Xiaomi представила зарядний пристрій Mi Charge Turbo потужністю 30 Вт, що використовує нову технологію бездротового заряджання та позиціонується як «найшвидший бездротовий зарядний пристрій на ринку». Згодом компанія анонсувала випуск нової лінійки телевізорів з діагоналлю 43, 55 та 64 дюйми. Вона має складатись з шести моделей.
У вересні 2019 року було презентовано смартфон Mi MIX Alpha, який має екран з обох боків корпусу. Екран займає майже 90 % всієї поверхні телефону. Пристрій має суцільний екран зі зміцненим металевим каркасом, керамікою та склом. Єдину кнопку (розблокування) розташовано на верхній грані, фізичних кнопок смартфон не має.
6 листопада 2019 року з'явився телефон Xiaomi Mi Note 10 з камерою на 108 Мп, це рекордний показник для смартфонів.
В лютому 2020 року Xiaomi представила Mi 10 та Mi 10 Pro.
11 серпня 2020 року в честь десятиліття компанії Xiaomi представила Mi 10 Ultra та Redmi K30 Ultra.
У жовтні 2020 року Xiaomi перевершила Apple як третього за величиною виробника смартфонів у світі за обсягом відвантаження, поставивши 46,2 мільйона телефонів у третьому кварталі 2020 року.
28 грудня 2020 року був представлений Mi 11, що став першим смартфоном з процесором Snapdragon 888.
У січні 2021 року Xiaomi та вісім інших компаній з КНР було включено США до «чорного списку» за ймовірні зв'язки з оборонною промисловістю Китаю. Американські інвестори були зобов'язані позбутися активів цих компаній до 11 листопада 2021 року. Вже у травні США виключила компанію з чорного списку, після цього акції Xiaomi виросли на 6 % на Гонконгській біржі.
У березні 2021 року Xiaomi повідомила про намір увійти в бізнес з виробництва безпілотних автомобілів. Розмір початкових інвестицій компанії становив майже 10 мільярдів юанів. Через деякий час Xiaomi придбала компанію DeepMotion, яка тісно пов'язана з розробками у сфері безпілотного водіння.
31 травня 2021 року Xiaomi продемонструвала на модифікованому Xiaomi Mi 11 Pro технологію швидкої зарядки потужністю 200 Вт, що може зарядити акумулятор об'ємом 4000 мА·год повністю від 0 до 100 % за 8 хвилин.
У вересні 2021 року Xiaomi зареєструвала бізнес із розробки електрокарів — Xiaomi EV, Inc. Капітал компанії склав $1,55 млрд.
15 вересня 2021 року Xiaomi провела презентацію новинок: смартфон Xiaomi 11T Pro, Xiaomi 11T та Xiaomi 11 Lite 5G NE. Також компанія анонсувала випуск випуску свої перших розумних окулярів Smart Glasses з навігацією і телесуфлером.
У вересні 2021 року, Міноборони Литви закликало громадян позбавлятися від смартфонів Xiaomi через вбудовані функції стеження за діями користувачів. Проблему було виявлено у системних програмах, включно з браузером за замовчанням.
У жовтні 2021 року, глава компанії повідомив, що масове виробництво першого електромобіля Xiaomi планується на першу половину 2024 року. Очікується, що збірка буде здійснюватися на потужностях автомобільної компанії Great Wall. Компанія планує продавати автомобілі власними силами у своїх фірмових магазинах Xiaomi Mi Home. Після оголошення новини акції Xiaomi підскочили на 5,4 %, що є найбільшим денним зростанням з 12 травня.
У грудні 2021 року Xiaomi анонсувала Xiaomi 12 та Xiaomi 12 Pro. Телефони працюють на чіпсеті Snapdragon 8 Gen 1. 

### 2022—
У квітні 2022 року Xiaomi офіційно приєдналася до Ради консорціуму Car Connectivity Consortium Council (CCC).
У червні 2022 року Xiaomi заснувала компанію Zhuhai Xinshi Semiconductor Technology Co., Ltd. зі статутним капіталом 200 мільйонів юанів. 
Сфера діяльності компанії включає виробництво інтегральних схем, розробку та обслуговування інтегральних схем, виробництво інтегральних схем та продуктів, проектування інтегральних схем, виробництво напівпровідникового спеціалізованого обладнання, виробництво напівпровідникових дискретних пристроїв, виробництво напівпровідникових освітлювальних приладів тощо. Компанія перебуває у спільній власності Xiaomi Hubei Xiaomi Changjiang Industrial Fund Management, дочірньої компанії Xiaomi Hubei Xiaomi, та інших компаній.
У липні 2022 року Xiaomi та її суббренд POCO разом займали 42% ринку смартфонів у Росії, посівши перше місце.
1 серпня 2022 року Xiaomi India призначила головного операційного директора Муралі Крішнана Б президентом, відповідальним за повсякденну діяльність компанії, послуги, зв'язки з громадськістю та стратегічні проекти, заявивши, що він продовжить працювати над зміцненням прихильності компанії до ініціатив «Зроблено в Індії» та «Цифрова Індія».
3 серпня 2022 року був опублікований список Fortune Global 500 за 2022 рік, в якому Xiaomi Group посіла 266 місце, піднявшись на 72 позиції в порівнянні з попереднім роком.
У грудні 2022 року Xiaomi оголосила, що сукупні світові продажі серії Redmi Note перевищили 300 мільйонів одиниць.
28 лютого 2023 року Redmi випустила технологію швидкої зарядки потужністю 300 Вт, стверджуючи, що вона може зарядити акумулятор на 4100 мАг на 10% всього за 3 секунди, на 50% - за 2 хвилини і 13 секунд, а повністю зарядити його за 5 хвилин.
13 квітня 2023 року НАЗК внесло Xiaomi до списку міжнародних спонсорів війни. Після цього представники компанії заявили, що вони незгодні з цим рішенням і «підтримують мир у всьому світі».
28 серпня 2023 року, компанія Xiaomi представила нову світлодіодну лампу Xiaomi Mijia Magnetic Reading Lamp з магнітною основою, яка виробляє світло з яскравістю 150 люменів та використовує оптичний дизайн текстури лінзи для мінімізації напруги на очі.
У травні 2025 року Лей Цзюнь оголосив, що незабаром буде випущений 3-нм техпроцес процесора для мобільних телефонів XRING O1, самостійно розроблений і спроектований компанією Xiaomi.
22 травня 2025 року в Пекіні відбулася офіційна презентація 3-нм мобільного чіпу Xring O1, оснащеного 10-ядерним процесором і 16-ядерним графічним процесором.

## Безпека та конфіденційність
На початку травня 2024 року, ІБ-компанія Oversecured виявила проблеми в Android-додатках від Xiaomi Android Open Source Project (AOSP), що впливають на користувачів по всьому світу. В рамках дослідження було виявлено 20 уразливостей, пов’язаних з несанкціонованим доступом до системних даних, крадіжкою файлів та витоком інформації про телефон та облікові записи. Деякі проблеми виникли через помилки у змінах коду AOSP, виконаних Xiaomi, включаючи помилки в додатках System Tracing та Налаштування, які могли призвести до витоку даних про Wi-Fi та Bluetooth пристроїв. За словами представника Xiaomi, компанія доклала максимум зусиль для усунення виявлених цих уразливостей. В результаті всі проблеми безпеки були усунені, і тепер Xiaomi запевняє, що ризики для користувачів виключені. Користувачам рекомендується встановлювати останні оновлення для забезпечення максимального захисту. 

## Електромобілі

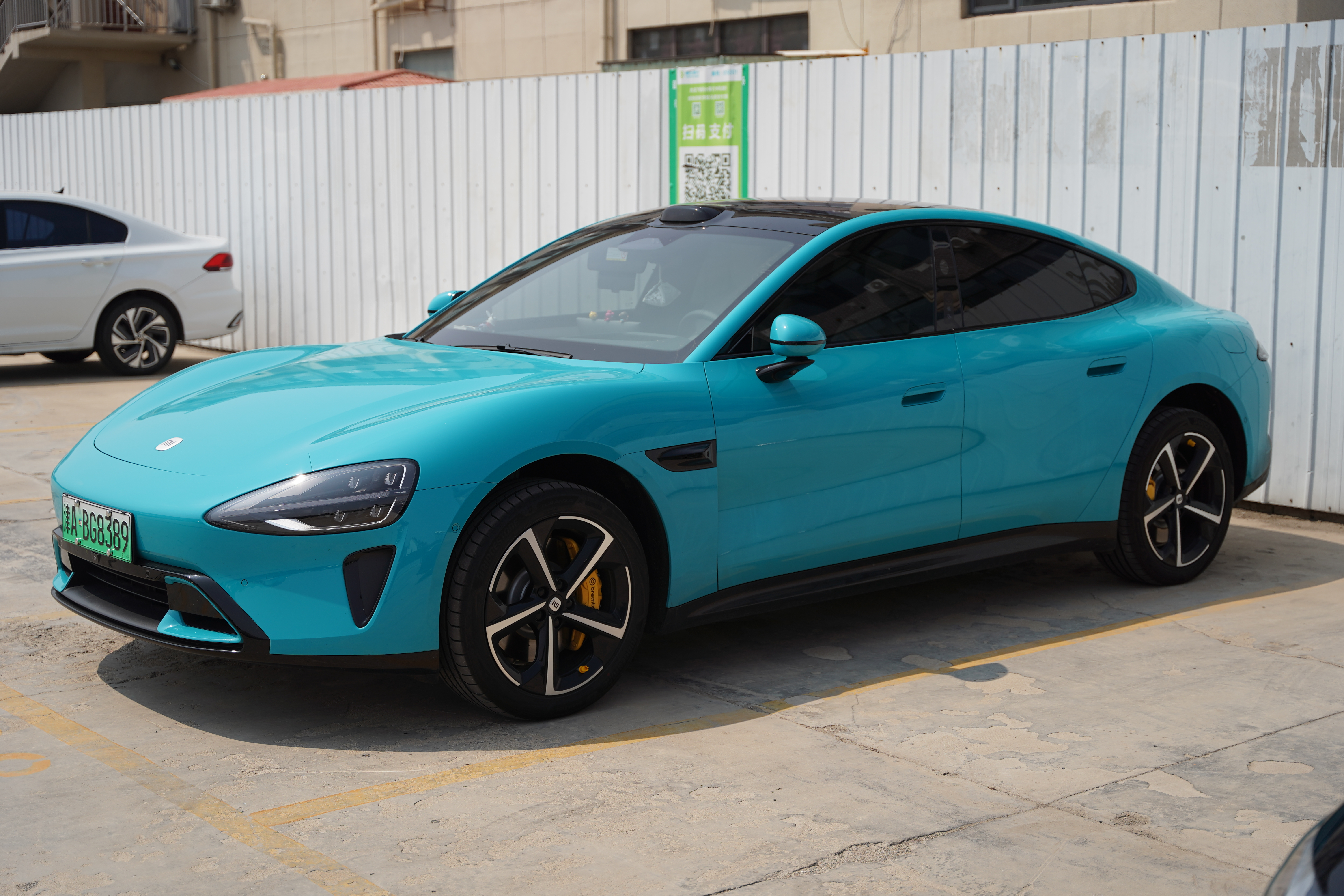
Xiaomi SU7

У 2021 році Xiaomi оголосила про інвестиції в 10 мільярдів доларів США в електромобілі.  Наприкінці 2023 року Xiaomi Auto представила свій перший серійний автомобіль, Xiaomi SU7, і публічно оголосила про мету стати одним із п’ятірки найбільших автовиробників у світі.  28 березня 2024 року Xiaomi офіційно представила седан SU7 у Пекіні.  
Xiaomi SU7 був виготовлений за контрактом з BAIC Group.  Xiaomi отримала ліцензію на виробництво електромобілів у липні 2024 року, що дозволило їй самостійно виробляти електромобілі.  
Фабрика електромобілів Xiaomi, розташована в районі економічного та технологічного розвитку Пекіна , зосереджена навколо власної інтегрованої системи лиття під тиском Hyper Die-Casting 79100 Cluster. Як повідомляється, це дозволяє заводу виробляти SU7 кожні 76 секунд, коли він працює на повну потужність.  Xiaomi увійшла до списку впливових компаній Time 2024.

## Фірмовий стиль

### Логотип і талісман
Перший логотип Xiaomi складався з помаранчевого квадрата з літерами «MI», шо розташовані в центрі квадрата. Цей логотип використовувався до 31 березня 2021 року, коли новий логотип, розроблений відомим японським дизайнером Кенієм Гара, замінив минулий. Новий логотип складається з подібної структури до минулого, але квадрат був замінений на «квадратокруг» із заокругленими кутами, з літерами «MI», що залишилися ідентичними попередньому логотипу.
Талісманом Xiaomi є білий кролик Mitu, що носить шапку-вушанку (відома місцево у Китаї як «шапка Лей Фена») з червоною зіркою та червоним шарфом навколо шиї. Пізніше червона зірка на шапці була замінена на логотип компанії.

## Цікаві факти
- Мільярдер Лей Цзюнь, співзасновник компанії, займає нині позицію CEO. Йому належить більше 30 % акцій Xiaomi Tech[74].
- На честь десятиліття компанії, в січні 2020 року, генеральний директор Лей Цзюнь розповів історію виникнення назви компанії. Першими запропонованими варіантами були Red Star, Xuande, Qianqi, Antong, Lingxi тощо, але всі вони були відкинуті — через існування таких або подібних назв на ринку, або через свою неблагозвучність. За словами топменеджера, закінчення mi в назві має символічний характер: ця частка є скороченням від «мобільний інтернет» (mobile internet) та від назви фільму «Місія нездійсненна» (англ. Mission: Impossible). Перша абревіатура відображає сферу діяльності, на яку планувалося зробити основний упор, а друга — символ розуміння компанії, що їм доведеться докласти багато зусиль у боротьбі з конкурентами-лідерами ринку[8].
- 2012 року Xiaomi Tech мала нульову прибутковість свого мобільного бізнесу, тобто смартфони продавалися за собівартістю[75]. Надалі планувалося заробляти на сервісах, які інтегровані в оболонку. Інвестори вітали прийняту модель розвитку компанії[76][77][78][79]. У 2013 році щомісячні доходи мобільного підрозділу збільшилися до ¥20 млн (або $3,27 млн), що становить менше 1 % від загальних доходів компанії[80].
- Для зменшення операційних витрат компанія рекламує свою продукцію через мікроблоги, соціальні мережі і зустрічі захоплених однодумців[81][82][83]. Проте в 2013 році відкрилися два власних магазини в Пекіні, де можна придбати продукцію компанії.
- Вироблені компанією телефони користуються в Китаї настільки великою популярністю[84][77], що стали жертвами китайських виробників підробок. Продажі своїх смартфонів, які компанія здійснює зі свого сайту, тривають всього кілька хвилин[83][85]. Обсяги продажів на рідному ринку також вражають[86]. Xiaomi заявляє про 20 мільйонів своїх шанувальників, які щодня скачують до 5 мільйонів додатків з онлайн-магазину компанії[87].
- За деякими оцінками, вартість компанії на 2012 рік становила близько 4 млрд доларів[78][74]. До середини 2013 року вартість компанії збільшилася до 10 млрд доларів[80][79].
- У команді Xiaomi Tech у 2013—2017 рр. працював колишній значимий співробітник Google Г'юґо Барра (Hugo Barra),[88][89], що займав пост віце-президента і допомагав налагоджувати вихід на закордонні ринки.
- Одним з акціонерів компанії є російський венчурний фонд Digital Sky Technologies[90][91][92].
- Інженери компанії вносять виправлення і поліпшення у програмну оболонку MIUI практично щотижня.
- Як правильно вимовляється китайська назва компанії, ви можете почути з вуст колишнього віце-президента Xiaomi Г'юґо Барри[93].
- 2018 року Україна стала першою європейською країною, де компанія зайняла перше місце за продажами телефонів[94].
- У червні 2021 року показники продажі смартфонів від Xiaomi зросли на 26 %. Це допомогло компанії стати брендом № 1, обійшовши при цьому Apple та Samsung[95].
- В 2021 році компанія Xiaomi заявила про намір інвестувати в розробку електромобілів 10 млрд доларів протягом наступних десяти років. Компанія, що займається розробкою електрокарів, отримала назву Xiaomi Automobile Co., Ltd, а її капітал становить близько 1,55 млрд доларів[96][97].

## Санкції
13 квітня 2023 року НАЗК внесла компанію Xiaomi Corporation до переліку міжнародних спонсорів війни через те, що компанія не просто продовжила свою роботу в Росії після повномасштабного вторгнення, але й досі залишається лідером з продажів смартфонів в державі-терористі. Компанія відреагувала на дію державного органу наступним повідомленням:
|  | Ми категорично проти звинувачень Національного агентства України з питань запобігання корупції (НАЗК) у тому, що ми є «міжнародним спонсором війни». Ми не підтримуємо жодних військових дій. Ми повністю підтримуємо мир у всьому світі. Наша місія — дозволити кожному у світі насолоджуватися кращим життям за допомогою інноваційних технологій. |